# Blonde for a Day
Blonde for a Day è un film statunitense del 1946 diretto da Sam Newfield.

## Trama
Un giornalista, Dillingham Smith continua a scrivere articoli che attaccano la polizia per non essere riuscito a risolvere una serie di delitti compiuti da un serial killer, e questo porta al suo tentato omicidio. Così chiama l'investigatore privato Michael Shayne che scopre una donna bionda e una ricattatrice.